# Бошары (Мурашинский район)
Бошары — упразднённая в 2012 году деревня Мурашинского района Кировской области. На год упразднения входила в Мурашинское сельское поселение.

## География
Находится на расстоянии примерно 40 километров по прямой на юго-запад от районного центра города Мураши.

## История
Деревня известна с 1873 года, когда здесь было учтено дворов 8 и жителей 27, в 1905 году 17 и 99, в 1926 24 и 134, в 1950 14 и 54, в 1989 году 31 житель.
Снят с учёта 28.06.2012.

## Население
Постоянное население составляло 9 человек (русские 100 %) в 2002 году, 0 в 2010.